# Pařez
Pařez är en kulle i Tjeckien.   Den ligger i regionen Ústí nad Labem, i den nordvästra delen av landet, 60 km nordväst om huvudstaden Prag. Toppen på Pařez är 736 meter över havet, eller 219 meter över den omgivande terrängen. Bredden vid basen är 3,8 km.
Terrängen runt Pařez är huvudsakligen lite kuperad.Runt Pařez är det ganska glesbefolkat, med 32 invånare per kvadratkilometer. Närmaste större samhälle är Ústí nad Labem, 16,7 km nordost om Pařez. Trakten runt Pařez består till största delen av jordbruksmark.